# Contea di Livingston (Missouri)
La contea di Livingston (in inglese Livingston County) è una divisione amministrativa dello Stato del Missouri, negli Stati Uniti. La popolazione al censimento del 2000 era di 14 558 abitanti. Il capoluogo di contea è Chillicothe.